# Internationales Dokumentarfilmfestival München 2025

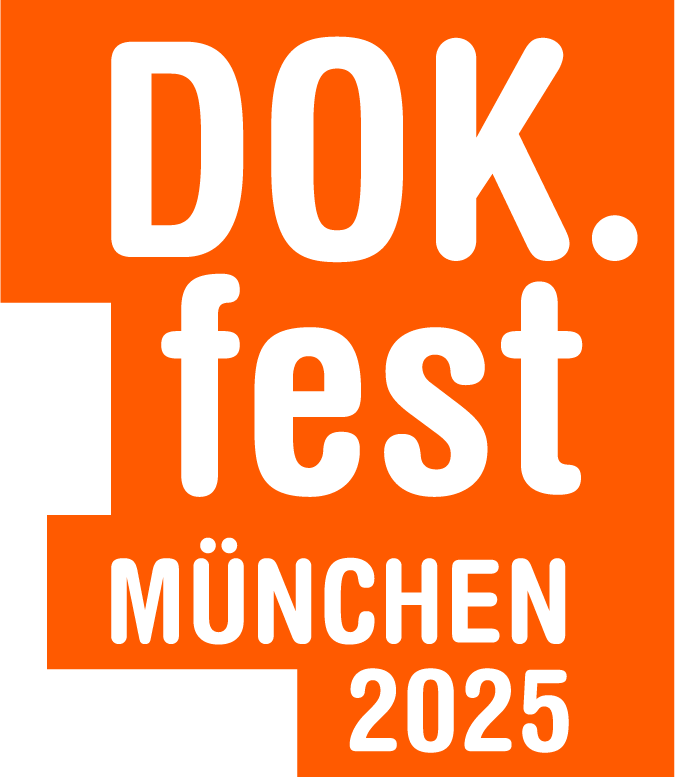

Das 40. Internationale Dokumentarfilmfestival München (auch DOK.fest München) fand vom 7. bis 18. Mai 2025 in Münchner Kinos statt und stellte 105 Dokumentarfilme vor. Zudem wurden ausgewählte Filme online vom 12. bis 25. Mai gezeigt. Die Eröffnung fand am 7. Mai im Deutschen Theater mit dem Film Friendly Fire statt. Erstmals fand parallel vom 8. bis 12. Mai 2025 das DOK.fest Augsburg statt.

## Hintergrund
Vom 16. Dezember 2024 bis zum 31. Januar 2025 konnten Filme für das Filmfestival eingereicht werden. Am 12. Februar 2025 wurde bekanntgegeben, dass der bisherige Leiter des Festivals Daniel Sponsel zum Präsidenten der Hochschule für Fernsehen und Film München (HFF) berufen wurde. Er soll seine neue Stelle zum 1. Oktober 2025 antreten, leitete aber noch die 40. Ausgabe des Festivals. Zur neuen Leiterin wurde die bisherige Stellvertreterin Adele Kohout ernannt.
Nach Angaben des Festivals fand am 29. April eine Pressekonferenz statt. Das DOK.fest München wurde von der Filmförderungsanstalt in die förderfähigen Festivals aufgenommen und so erhielt der Gewinnerfilm der Hauptkategorie 50.000 Referenzpunkte. Die Hauptpreise wurden von „Viktor“ in „Viktoria“ umbenannt.
Der Eröffnungsfilm war Friendly Fire von den Regisseuren Klaus Fried und Julia Albrecht. Darin arbeitet Fried die Beziehung zu seinem Vater, dem österreichischen Lyriker Erich Fried, auf. Die Eröffnung fand am Abend des 7. Mai im Deutschen Theater statt und war Teil der Reihe „Ganz großes Kino“. Die Moderation übernahm die BR-Moderatorin Christina Wolf.
Parallel zur Jubiläumsausgabe fand von 29. April bis zum 25. Mai 2025 eine Ausstellung im Gasteig HP8 statt. Dort wurden Eindrücke der letzten Jahre und die Festivalposter gezeigt. Die Ausstellung entstand in Kooperation mit der Münchner Stadtbibliothek und der Münchner Volkshochschule.
In den Spielstätten und online erreichte das DOK.fest rund 55.500 Menschen.

## Reihen und Filme
Es wurden 105 Filme aus 58 Ländern in neuen, thematisch fokussierten Reihen gezeigt.

### Retrospektive – Vier Filme aus vier Jahrzehnten DOK.fest München
Bereits am 14. März 2025 wurden die Filme der Retrospektive bekanntgegeben, vier Highlights des DOK.fest München aus vier Jahrzehnten:
| Filmtitel (Verweistitel)                                    | Regie                          | Jahr | Land                 | Thema/Mitwirkende                                              |
| ----------------------------------------------------------- | ------------------------------ | ---- | -------------------- | -------------------------------------------------------------- |
| Step Across the Border                                      | Nicolas Humbert, Werner Penzel | 1990 | Deutschland, Schweiz | Fred Frith, John Zorn, Arto Lindsay, Jonas Mekas, Robert Frank |
| Die Sammler und die Sammlerin (Les glaneurs et la glaneuse) | Agnès Varda                    | 2000 | Frankreich           | Menschen, die Reste sammeln                                    |
| Citizenfour                                                 | Laura Poitras                  | 2014 | Deutschland, USA     | Edward Snowden                                                 |
| Das Glück zu leben (The Euphoria of Being)                  | Réka Szabó                     | 2019 | Ungarn               | Éva Fahidi                                                     |

### „Nie wieder ist jetzt?“ – Filme über Erinnerung und Widerstand
| Filmtitel (Verweistitel)                  | Regie                          | Jahr | Land                        | Thema/Mitwirkende |
| ----------------------------------------- | ------------------------------ | ---- | --------------------------- | --- |
| Friendly Fire                             | Klaus Fried, Julia Albrecht    | 2025 | Deutschland, Österreich     | Erich Fried; Eröffnungsfilm |
| Das Lied der Anderen                      | Vadim Jendreyko                | 2024 | Schweiz                     | Reise durch Europa: Spuren von Krieg, und als Gegenpol Ausgrabungsstätten der Minoer, der ersten, matriarchal organisierten Hochkultur Europas |
| Die Möllner Briefe                        | Martina Priessner              | 2025 | Deutschland                 | Briefe der Anteilnahme an die Angehörigen der Opfer des Mordanschlags von Mölln 1992                                                           |
| Im Osten was Neues                        | Loraine Blumenthal             | 2025 | Deutschland                 | Vom rechtsradikalen Jugendlichen zum Trainer für gestrandete Jugendliche                                                                       |
| It Happened On Our Ground                 | Avner Faingulernt              | 2024 | Deutschland, Israel, Kanada | Die NS-Vergangenheit eines Ortes weist Verbindungen zu drei Frauen einer Familie auf.                                                          |
| Soldaten des Lichts                       | Julian Vogel, Johannes Büttner | 2024 | Deutschland                 | Krebsheiler, Reichsbürger, Rohkostler |
| The Srebrenica Tape – From Dad, for Alisa | Chiara Sambuchi                | 2025 | Deutschland, Österreich     | Spurensuche einer Tochter |

### „Crossing Boundaries“ – Grenzüberschreitungen: Filme über Migration und ihre Realitäten
| Filmtitel (Verweistitel)         | Regie                                        | Jahr | Land                                      | Thema/Mitwirkende                                                               |
| -------------------------------- | -------------------------------------------- | ---- | ----------------------------------------- | ------------------------------------------------------------------------------- |
| All Is Well (Alles gut)          | Petra Lataster-Czisch, Peter Lataster-Czisch | 2024 | Niederlande                               | Eine Unterkünft für Geflüchtete aus der Ukraine in den Niederlanden             |
| Front Row                        | Miriam Guttmann                              | 2024 | Großbritannien, USA, Niederlande, Ukraine | Tanzen, um zu überleben                                                         |
| On the Border                    | Igor Gerald Hauzenberger                     | 2024 | Deutschland, Österreich, Schweiz          | Die EU schafft Grenzen in der Sahara                                            |
| The Disappearance of Our Moments | Ahmad Siyar Noorzad                          | 2024 | Afghanistan, Deutschland, Türkei          | Aus Afghanistan geflohen, in de Türkei gestrandet – das Leben muss weitergehen. |
| Solidarity                       | David Bernet                                 | 2025 | Deutschland, Schweiz                      | Solidarität hat verschiedene Seiten                                             |
| The Last Shore                   | Jean-François Ravagnan                       | 2025 | Belgien                                   | Die Familie eines Ertrunkenen erzählt.                                          |

### „Reframing History“ – Filme darüber, wie die Vergangenheit unsere Gegenwart formt
| Filmtitel (Verweistitel)           | Regie                        | Jahr | Land                                    | Thema/Mitwirkende                                                             |
| ---------------------------------- | ---------------------------- | ---- | --------------------------------------- | ----------------------------------------------------------------------------- |
| Fritz Litzmann, mein Vater und ich | Aljoscha Pause               | 2025 | Deutschland                             | Der Kabarettist Fritz Litzmann alias Rainer Pause aus der Sicht seines Sohnes |
| Mr. Nobody Against Putin           | David Borenstein             | 2024 | Tschechische Republik, Dänemark         | Militarisierung in Karabasch                                                  |
| Facing War                         | Tommy Gulliksen              | 2025 | Norwegen                                | Jens Stoltenberg                                                              |
| Fiume o Morte                      | Igor Bezinovi                | 2025 | Italien, Kroatien, Slowenien            | Collage der Stadt Rijeka und ihres ultranationalistischen Erbes               |
| How to Build a Library             | Maja Lekow, Christopher King | 2025 | Kenia, USA                              | Von der Kolonialbibliothek zum Kulturraum                                     |
| Sabat                              | Anna Maria Beeck             | 2024 | Deutschland                             | True-Crime-Story um Sabat                                                     |
| The End of the Internet            | Dylan Reibling               | 2025 | Deutschland, Kanada, Spanien            | Das alte und das neue Internet                                                |
| Songs of Slow Burning Earth        | Solha Zhurba                 | 2024 | Dänemark, Schweden; Frankreich, Ukraine | Gibt es so etwas wie die Normalisierung des Krieges?                          |
| Der Helsinki Effekt                | Arthur Franck                | 2025 | Deutschland, Finnland, Norwegen         | Lehren aus der KSZE                                                           |
| Vom Traum, unsinkbar zu sein       | Tom Fröhlich                 | 2024 | Deutschland                             | Ehemalige DDR-Kutter – was ist aus ihnen geworden?                            |
| The Promise                        | Daan Veldhuizen              | 2024 | Niederlande                             | Der unvollendete Dekolonialisierungskampf in West-Neuguinea                   |

### „Macht euch die Erde untertan?“ – Filme über die Beziehung zwischen Mensch und Natur
| Filmtitel (Verweistitel) | Regie                             | Jahr | Land                                                              | Thema/Mitwirkende                         |
| ------------------------ | --------------------------------- | ---- | ----------------------------------------------------------------- | ----------------------------------------- |
| Blame                    | Christian Frei                    | 2025 | Schweiz                                                           | Wissenschaftler in Gefahr durch Fake News |
| Only On Earth            | Robin Petré                       | 2024 | Dänemark, Spanien                                                 | Wildpferde und Waldbrände in Galicien     |
| Spaltung                 | João Pedro Prado, Anton Yaremchuk | 2025 | Deutschland                                                       | Gundremmingen und die Kernenergie         |
| Yumi – The Whole World   | Felix Gulenko                     | 2025 | Ägypten, Deutschland, Fiji, Niederlande, Schottland, USA, Vanuatu | Steigender Meeresspiegel im Südpazifik    |
| We Live Here             | Zhanana Kurmasheva                | 2024 | Kasachstan                                                        | Atomwaffentests in Kasachstan             |

### „Empowered“ – Filme über Aufbegehren und Selbstermächtigung
| Filmtitel (Verweistitel)                             | Regie                           | Jahr | Land                 | Thema/Mitwirkende                                                             |
| ---------------------------------------------------- | ------------------------------- | ---- | -------------------- | ----------------------------------------------------------------------------- |
| Azza                                                 | Stefanie Brockhaus              | 2025 | Deutschland          | Frauen in Saudi-Arabien                                                       |
| (K)einen Ton sagen                                   | Georg Lembergh                  | 2025 | Italien              | Sexuelle Missbrauchserfahrungen von vier Frauen und die Aufarbeitung in Würde |
| È A Questo Punto Che Nasce Il Bisogno Di Fare Storia | Constanze Ruhm                  | 2024 | Österreich, Portugal | Feministische Kämpfe aus fünf Jahrhunderten                                   |
| Girls & Gods                                         | Arash T. Riahi, Verena Soltiz   | 2025 | Schweiz              | Feminismus und religiöser Glaube                                              |
| Li Cham (Ich bin gestorben)                          | Ana Ts'uyeb                     | 2024 | Mexiko               | Selbstermächtigung von drei Frauen                                            |
| Marriage Cops                                        | Shashwati Talukdar, Cheryl Hess | 2025 | Indien, Taiwan, USA  | Krisenberatung für Ehepaare durch Polizistinnen in Indien                     |
| Widow Champion                                       | Zippy Kimundu                   | 2024 | Kenia                | Kenianische Witwen im Kampf um elementare Frauenrechte                        |
| Woman/Mother                                         | Klara Harden                    | 2025 | Deutschland          | Kreativität trotz Mutterrolle                                                 |

### „This Is America“ – Filme über die zerrissenen Vereinigten Staaten
| Filmtitel (Verweistitel) | Regie                             | Jahr | Land                                            | Thema/Mitwirkende                                                                |
| ------------------------ | --------------------------------- | ---- | ----------------------------------------------- | -------------------------------------------------------------------------------- |
| The White House Effekt   | Bonni Cohen, Pedro Kos, Jon Shenk | 2025 | USA                                             | Lobbyismus und gezielte Desinformation verhinderten eine Grüne Wende in den USA. |
| Child Of Dust            | Weronika Mliczewska               | 2025 | Vietnam, Polen, Schweden, Tschechische Republik | Ein US-vietnamesischer Mann sucht seinen Vater                                   |
| Seeds                    | Brittany Shine                    | 2024 | USA                                             | Schwarze Landwirtinnen im Süden der USA                                          |
| The Bad Guy              | Louise Van Assche, Kwinten Gernay | 2024 | Belgien, USA                                    | Training in texanischen Schulen für den Amoklauf-Ernstfall                       |
| The Last Republican      | Steve Pink                        | 2024 | USA                                             | Portrait von Adam Kinzinger                                                      |

### „In guter Gesellschaft?“ – Filme über das Leben und Zusammenleben
| Filmtitel (Verweistitel)                        | Regie              | Jahr | Land                         | Thema/Mitwirkende                                                  |
| ----------------------------------------------- | ------------------ | ---- | ---------------------------- | ------------------------------------------------------------------ |
| At the Door Of the House Who Will Come Knocking | Maja Novakovi      | 2024 | Bosnien Herzegowina, Serbien | Ein Blick ins Leben eines Eremiten                                 |
| Beyond Rock Bottom                              | Ádám Miklós        | 2024 | Ungarn                       | Klettern gegen die Drogensucht                                     |
| Double Trouble                                  | Emilia Śniegoska   | 2025 | Polen                        | Freundschaft zwischen zwei polnischen Frauen                       |
| Ein Leben in Farbe                              | Axel Stasny        | 2025 | Österreich                   | Porträt der 92-jährigen Eleanor                                    |
| Palliativstation                                | Philipp Döring     | 2025 | Deutschland                  | Alltag auf einer Palliativstation                                  |
| Patrice: The Movie (In guter Gesellschaft?)     | Ted Passon         | 2024 | USA                          | Ehehindernisse für zwei Menschen mit Beeinträchtigungen in den USA |
| The Ground Beneath Our Feet                     | Yrsa Roca Fannberg | 2025 | Island, Polen                | Alter im ältesten Pflegeheim Islands                               |

### „Coming-of-Age“ – Filme über Kindheit und Erwachsenwerden
| Filmtitel (Verweistitel)   | Regie              | Jahr | Land                                  | Thema/Mitwirkende                                                                      |
| -------------------------- | ------------------ | ---- | ------------------------------------- | -------------------------------------------------------------------------------------- |
| Afterwar                   | Birgitte Stærmose  | 2024 | Dänemark, Finnland, Kosovo, Schweden  | Die Kamera begleitet vier junge Menschen aus Priština über 15 Jahre.                   |
| Das fast normale Leben     | Stefan Sick        | 2025 | Bundesrepublik Deutschland            | Mädchen in einer Wohngruppe der Kinder- und Jugendhilfe                                |
| My Sweet Land              | Sareen Hairabedian | 2024 | Frankreich, Irland, Jordanien, USA    | Kindheit im Konflikt um Bergkarabach                                                   |
| Rashid, l’enfant de Sinjar | Jasna Krajinovic   | 2025 | Belgien, Frankreich                   | Rückkehr einer jesidischen Familie nach Sindschar im Nordirak                          |
| Spring in Kangiqsualujjuaq | Marie Zrenner      | 2025 | Deutschland, Kanada                   | Kathy steht vor der Frage: In der Arktis bleiben oder gehen?                           |
| The Mountain Won’t Move    | Petra Seliškar     | 2024 | Nordmazedonien, Frankreich, Slowenien | Kinder versorgen und hüten Schafe im nordmazedonischen Hochland.                       |
| Vracht                     | Max Carlo Kohal    | 2024 | Schweiz                               | Rudmer fährt vier Jahre auf einem Frachtschiff mit. Sein Ziel: Er will Kapitän werden. |

### „Brave New Work?“ – Filme über Realitäten der Arbeitswelt
| Filmtitel (Verweistitel) | Regie                 | Jahr | Land                             | Thema/Mitwirkende                                                                              |
| ------------------------ | --------------------- | ---- | -------------------------------- | ---------------------------------------------------------------------------------------------- |
| 9-Month Contract         | Ketevan Vashagashvili | 2025 | Bulgarien, Deutschland, Georgien | Leihmutterschaft                                                                               |
| Cleaning & Cleansing     | Thomas Fürhapter      | 2024 | Österreich                       | Reinigungsprozesse in ihrer moralisch-ethischen Dimension                                      |
| Marriage Cops            | Shashwati Talukdar    | 2025 | Indien, Taiwan                   | Rollenbilder von Frauen und Männern in der indischen Gesellschaft                              |
| Sindrome Italia          | Ettore Mengozzi       | 2024 | Italien, Rumänien                | Psychische Erkrankungen von Frauen und ihren Kindern                                           |
| Ping Pong Paradise       | Jonas Egert           | 2025 | Deutschland                      | Ein internationaler Tischtennisverein in Neu-Ulm muss mit Erfolg und Problemen umgehen lernen. |
| The Invisible Contract   | Luciana Kaplan        | 2024 | Mexiko                           | Mexikanische Reinigungsfrauen                                                                  |

### „Family Affairs“ – Filme darüber, wie wir lieben und streiten
| Filmtitel (Verweistitel)             | Regie                            | Jahr | Land                               | Thema/Mitwirkende                                                                                      |
| ------------------------------------ | -------------------------------- | ---- | ---------------------------------- | --- |
| Strange Birds                        | Shakked Auerbach                 | 2024 | Israel                             | Familiärer Zusammenhalt                                                                                |
| Tata                                 | Radu Ciorniciuc                  | 2024 | Deutschland, Niederlande, Rumänien | Familie, Missbrauch und Hoffnung auf Neubeginn                                                         |
| The Fabulous Gold Harvesting Machine | Alfredo Pourailly De La Plaza    | 2024 | Chile, Niederlande                 | Goldschürfer in Patagonien - gehen oder bleiben?                                                       |
| The Watchman                         | Lou du Pontavice, Victoire Bonin | 2024 | Belgien, Frankreich                | Der Sohn einer chinesischen Familie studiert im Ausland und die Eltern versuchen, die Lücke zu füllen. |
| Where Dragons Live                   | Suzanne Raes                     | 2024 | Großbritannien, Niederlande        | Entrümpelung eines englischen Herrenhauses voller Dracheneier                                          |
| Wir erben                            | Simon Baumann                    | 2024 | Schweiz                            | Ein Biohof – diskussionswürdiges Erbe                                                                  |

### „Stranger Than Fiction“ – Filme zwischen Realität, Archiv und Essay
| Filmtitel (Verweistitel)              | Regie                                  | Jahr | Land                           | Thema/Mitwirkende                                                                        |
| ------------------------------------- | -------------------------------------- | ---- | ------------------------------ | ---------------------------------------------------------------------------------------- |
| Accidental Animals                    | Felix Klee, Leila Fatima Keita         | 2024 | Deutschland                    | Wildwechsel im Internet                                                                  |
| Archeology of Light                   | Sylvain L'Espérance                    | 2024 | Kanada                         | Immersives Erleben von Natur                                                             |
| Bolândia                              | Patrik Thomas, Mathias Reitz Zausinger | 2025 | Brasilien, Deutschland         | Kunst als Widerstand in Brasilien                                                        |
| Ice Grave                             | Robin Hunzinger                        | 2025 | Finnland, Frankreich, Schweden | Tragische Geschichte einer Nordpolexpedition                                             |
| Ready to Die (Siam pronti alla morte) | Basilio Maritano Sailer                | 2024 | Deutschland, Italien           | Gespräch Großvater–Enkel: Wofür sterben?                                                 |
| Silent Observers (Stille Beobachter)  | Eliza Petkova                          | 2024 | Bulgarien, Deutschland         | Verblassende Traditionen in einem bulgarischen Dorf, durch die Augen von Tieren gesehen. |
| So ist das Leben und nicht anders     | Lenia Friedrich                        | 2024 | Deutschland                    | Filmische Liebeserklärung an eine sehr alte Nachbarin                                    |
| The Thoughts Of Our Ancestors         | Kukutekeleza Musebeni                  | 2024 | Deutschland                    | Traumata der Vorfahren – erben oder ausschlagen?                                         |
| Trains                                | Maciej Drygas                          | 2024 | Litauen, Polen                 | Collage von Found Footage zur Eisenbahn im 20. Jahrhundert                               |

### „The Sound of Music“ – Filme über Musiker/-innen und ihre Geschichten
| Filmtitel (Verweistitel)        | Regie            | Jahr | Land                     | Thema/Mitwirkende                                            |
| ------------------------------- | ---------------- | ---- | ------------------------ | ------------------------------------------------------------ |
| Endlich unsterblich             | Vera Brückner    | 2025 | Deutschland              | Singer-Songwriter Florian Paul und seine Band                |
| 1-800-On-Her-Own                | Dana Flor        | 2024 | USA                      | Biopic über Musikerin Ani DiFranco                           |
| Efterklang: The Makedonium Band | Andreas Johnsen  | 2024 | Nordmazedonien, Dänemark | Dänische Band Efterklang in Nordmazedonien                   |
| Legacy                          | Manal Masri      | 2025 | Schweden, USA            | Afroamerikanische Jazzstars in Skandinavien                  |
| Primadonna Or Nothing           | Juliane Sauter   | 2024 | Deutschland              | Drei Opernsängerinnen in unterschiedlichen Lebensabschnitten |
| Simon! The Joy of Conducting    | Benedikt Schulte | 2024 | Deutschland              | Biopic über Dirigent Simon Rattle                            |

### „About Art“ – Filme über Künstler*innen und ihre Welten
| Filmtitel (Verweistitel)          | Regie                      | Jahr | Land                    | Thema/Mitwirkende                                                     |
| --------------------------------- | -------------------------- | ---- | ----------------------- | --------------------------------------------------------------------- |
| Ai Weiwei's Turandot              | Maxim Derevianko           | 2025 | Italien, USA            | Neuinszenierung der Oper Turandot durch Ai Weiwei                     |
| In Hell with Ivo                  | Kristina Nikolova          | 2025 | Bulgarien, USA          | Queerer Künstler in Bulgarien                                         |
| Monk in Pieces                    | Billy Shebar, Davi Roberts | 2025 | Frankreich, Deutschland | Biopic über Künstlerin Meredith Monk                                  |
| The New Museum                    | Birgitte Sigmundstad       | 2025 | Norwegen                | Entstehung des Nationalmuseums Oslo für Kunst, Architektur und Design |
| A Sudden Glimpse to Deeper Things | Mark Cousins               | 2024 | UK                      | Biopic über Malerin Wilhelmina Barns-Graham                           |
| We All Bleed Red                  | Josephine Links            | 2024 | Deutschland             | Fotograf Martin Schoeller über die Zerrissenheit der USA              |

### „Filmmaking in Exile“ – Filme über das Filmemachen fern der Heimat
| Filmtitel (Verweistitel) | Regie                                                             | Jahr | Land                                        | Thema/Mitwirkende                                    |
| ------------------------ | ----------------------------------------------------------------- | ---- | ------------------------------------------- | ---------------------------------------------------- |
| Khartoum                 | Ibrahim Ahmad, Rawia Alhag, Anas Saeed, Timeea M. Ahmed, Phil Cox | 2025 | Deutschland, Sudan, UK, Katar               | Fünf Porträts über Menschen in Khartum               |
| Time to the Target       | Witali Wsewolodowitsch Manski                                     | 2025 | Lettland, Tschechische Republik             | Alltagsszenen aus Lwiw                               |
| We Never Left            | Loulwa Khoury                                                     | 2024 | Libanon, USA                                | Exil-Libanesen in den USA                            |
| Writing Hawa             | Najiba Noori, Rasul Noori                                         | 2024 | Frankreich, Niederlande, Katar, Afghanistan | Mutter-Tochter-Beziehung in Afghanistan und dem Exil |
| Yalla Parkour            | Areeb Zuaiter                                                     | 2024 | Schweden, Palästina, Katar, Saudi-Arabien   | Parkour in Gaza                                      |

### „African Encounters“ – Filme und Dialoge über Klimagerechtigkeit
| Filmtitel (Verweistitel) | Regie                           | Jahr | Land                                                | Thema/Mitwirkende                |
| ------------------------ | ------------------------------- | ---- | --------------------------------------------------- | -------------------------------- |
| The Battle for Laikipia  | Daphne Matziaraki, Peter Murimi | 2024 | Griechenland, Kenia, USA                            | Indigene Samburu in Kenia        |
| Rising Up At Night       | Nelson Makengo                  | 2024 | Belgien, Deutschland, Burkina Faso, Katar, DR Kongo | Stromknappheit in Kinshasa       |
| The Tree of Authenticity | Sammy Baloji                    | 2025 | Belgien, DR Kongo                                   | Klima und Kolonialismus im Kongo |

### DOK.education
| Filmtitel (Verweistitel) | Regie             | Jahr | Land        | Thema/Mitwirkende                                    |
| ------------------------ | ----------------- | ---- | ----------- | ---------------------------------------------------- |
| Fritz hat Glasknochen    | Marco Giacopuzzi  | 2018 | Deutschland | Junge mit Glasknochen                                |
| Runde 3                  | Liesbeth de Mey   | 2024 | Belgien     | Eine Jugendliche zwischen Boxtraining und Konditorei |
| Alles wird gut           | Eefje Blankevoort | 2024 | Niederlande | Migrantenkind in den Niederlanden                    |

### DOK.special
| Filmtitel (Verweistitel)                               | Regie                                                                                             | Jahr | Land        | Kategorie                                      |
| ------------------------------------------------------ | ------------------------------------------------------------------------------------------------- | ---- | ----------- | ---------------------------------------------- |
| Die Grünen – Aufstieg und Krise einer deutschen Partei | Hauke Wendler, Lisa Maria Hagen                                                                   | 2025 | Deutschland | DOK.serie (3 Folgen)                           |
| Das Nazi-Kartell                                       | Justin Webster                                                                                    | 2025 | Deutschland | DOK.serie (2 Folgen)                           |
| Mexico, Montreal and More                              | Luca-Els Mauritz, Luis Spielmann, Alfredo Rouco, Arturo De Ita, Anna-Maria Dutoit, Louis Dickhaut | 2025 | Deutschland | HFF Special in Kooperation mit L’inis Montreal |
| Crossing Borders Paris                                 | Emilia Haar, Natalia Mamaj, Elisabeth Plattner, Michael Groß, Carina Bethmann, Nadja Ißler        | 2025 | Deutschland | HFF Special                                    |

## Wettbewerbe und Preise
Die Verleihung der Hauptpreise fand am 17. Mai 2025 statt. Im Anschluss wurden die Gewinner des Hauptwettbewerb und des Publikumspreises im Amerika-Haus gezeigt.

### VIKTORIA DOK.international Main Competition

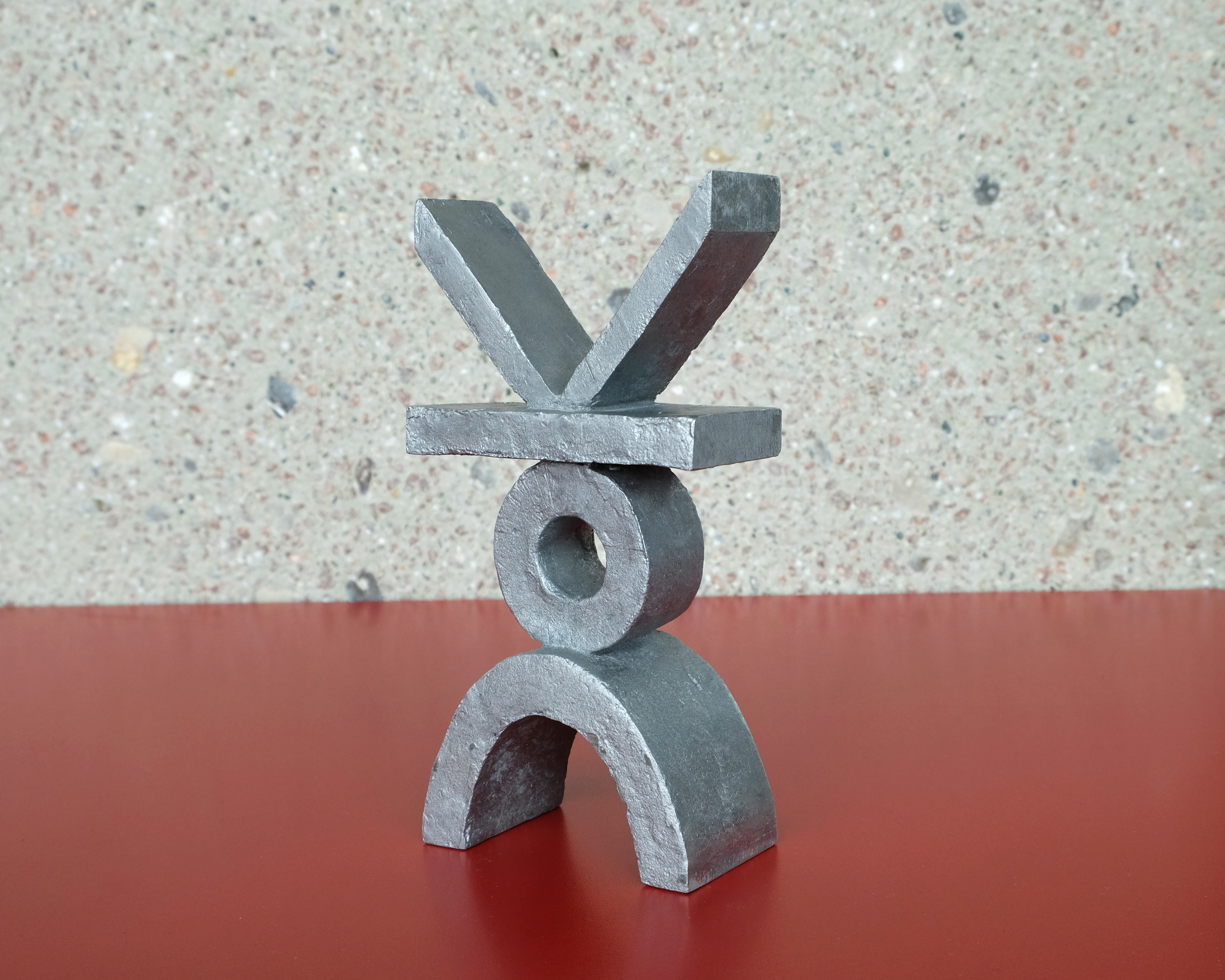
Den Hauptpreis Viktoria gewann der Film Silent Observers

Der Hauptwettbewerb des DOK.fest vergab den VIKTORIA-Preis (bis 2024 VIKTOR). Er wurde vom Bayerischen Rundfunk in Höhe von 10.000 Euro gestiftet. Es gewann Silent Observers von Regisseurin Eliza Petkova.
- nominiert:
  - Friendly Fire, Regie: Klaus Fried
  - It Happened On Our Ground, Regie: Avner Faingulernt
  - Solidarity, Regie: David Bernet
  - Blame, Regie: Christian Frei
  - The Helsinki Effect, Regie: Arthur Franck
  - Fiume o Morte!, Regie: Igor Bezinović
  - Archeology of Light, Regie: Sylvain L’Esperance
  - The Invisible Contract, Regie: Luciana Kaplan
  - Azza, Regie: Stefanie Brockhaus
  - Trains, Regie: Maciej Drygas
  - Ice Grave, Regie: Robin Hunzinger
  - In Hell with Ivo, Regie: Kristina Nikolova

### VIKTORIA DOK.deutsch Wettbewerb
Der Preis für den deutschen Wettbewerb in Höhe von 7500 Euro wurde von Sky gestiftet. Nominiert waren Filme mit Themen im deutschsprachigen Raum. Es gewann Wir erben von Regisseur Simon Baumann.
- nominiert:
  - Im Osten was Neues, Regie: Loraine Blumenthal
  - Soldaten des Lichts, Regie: Julian Vogel
  - Vom Traum, unsinkbar zu sein, Regie: Tom Fröhlich
  - (K)einen Ton sagen, Regie: Georg Lembergh
  - Spaltung, Regie: João Pedro Prado
  - Ein Leben in Farbe, Regie: Axel Stasny
  - Cleaning & Cleansing, Regie: Thomas Fürhapter
  - Ping Pong Paradise, Regie: Jonas Egert
  - Das fast normale Leben, Regie: Stefan Sick

### VIKTORIA DOK.horizonte Competition – Cinema of Urgency
In diesem Wettbewerb waren Filme über instabile Länder nominiert und der Preis in Höhe von 5000 Euro wurde von der Petra-Kelly-Stiftung gestiftet. Es gewann Rashid, l’enfant de Sinjar von Regisseurin Jasna Krajinovic.
- nominiert:
  - How to Build a Library, Regie: Maia Lekow
  - The Promise, Regie: Daan Veldhuizen
  - We Live Here, Regie: Zhanana Kurmasheva
  - La Cham, Regie: Ana Ts’uyeb
  - Widow Champion, Regie: Zippy Kimundu
  - Writing Hawa, Regie: Najiba Noori
  - 9-Month-Contract, Regie: Ketevan Vashagashvili
  - Marriage Cops, Regie: Shashwati Talukdar
  - The Tree of Authenticity, Regie: Sammy Baloji

### Deutscher Dokumentarfilm-Musikpreis
Am 26. Februar wurde eine Shortlist von Nominierten für den Deutschen Dokumentarfilm-Musikpreis veröffentlicht. Gewonnen hat die Komponistin Mirjam Skal für den Film Vracht.
- nominiert:
  - Immortals, Regie: Maja Tschumi
  - Kein Land für Niemand, Regie: Maik Lüdemann
  - Das Lied der Anderen, Regie: Vadim Jendreyko
  - Sabat, Regie Anna Maria Beeck
  - Ping Pong Paradise, Regie Jonas Egert

### All-inclusive-Award
Am 6. März wurde die Shortlist der Nominierten für den All-inclusive-Award veröffentlicht. Die Sektion wurde 2025 erstmals vergeben, war mit 5.000 Euro dotiert und wurde von der „Werksviertel-Mitte-Stiftung“ gestiftet. Nominiert waren Filmemacher mit Behinderungen oder inklusive Filmteams. Patrice: The Movie von Ted Passon, Patrice Jetter und Kyla Harris konnte den Preis gewinnen.
- nominiert:
  - Chronisch Ignoriert, Regie: Daniela Schmidt-Langels, Sibylle Dahrendorf
  - Friendly Fire, Regie: Klaus Fried
  - Life After, Regie: Reid Davenport
  - Loud Love, Regie: Wang Bing
  - The Stimming Pool, Regie: Sam Chown Ahern, Georgia Bradburn, Benjamin Brown, Robin Elliott-Knowles, Lucy W (The Neurodiverse Collective), Steven Eastwood
  - Uma em mil, Regie: Jonatas Rubert, Tiago Rubert

### DOK.fest-Preis der SOS-Kinderdörfer weltweit
Am 11. März wurde die Shortlist der Nominierten für den Preis der SOS-Kinderdörfer bekannt gegeben. Der Preis wurde vom Produktionsunternehmen „B.O.A Videofilmkunst“ gestiftet und beträgt 3000 Euro. In der Sektion wurden Filme gezeigt, die die Perspektive von Kindern sichtbar macht. Der Preis ging an den Film Rashid, l’enfant de Sinjar von Jasna Krajinovic, da es „ein bewegender Dokumentarfilm über Widerstandskraft und die Frage, was Heimat bedeutet“ sei. Die Jury schrieb, „Die Kombination aus besonders starker Autorinnenleistung, beeindruckender Kameraarbeit und einem berührenden, ungeschönten Blick auf menschliche Schicksale führt zu einem Film, der sowohl künstlerisch als auch gesellschaftlich von hoher Relevanz ist“.
- nominiert:
  - Afterwar, Regie: Birgitte Stærmose
  - Das fast normale Leben, Regie: Stefan Sick
  - My Sweet Land, Regie: Sareen Hairabedian
  - The Mountain Won’t Move, Regie: Petra Seliškar

### VFF Dokumentarfilm-Produktionspreis
Am 28. März 2025 wurden die Nominierten für den Produktionspreis bekanntgegeben. Dieser wurde von der Verwertungsgesellschaft der Film- und Fernsehproduzenten (VFF) in Höhe von 7500 Euro gestiftet. Den Preis gewannen die Produzentinnen Ulla Lehmann und Andrea Roggon für den Film Das fast normale Leben.
- nominiert:
  - Bärbel Bohley – Tagebuch einer Auflehnung, Produktion: Fosco Dubini
  - Fritz Litzmann, mein Vater und ich, Produktion: Aljoscha Pause
  - Im Osten was Neues, Produktion: Gregor Streiber, Friedemann Hottenbacher
  - Soldaten des Lichts, Produktion: Karoline Henkel, Jasper Ph. Mielke, Arto Sebastian, Julian Vogel
  - Vom Traum unsinkbar zu sein, Produktion: Wiebke Possehl, Roland Possehl

### DOK.edit Award
Am 28. März wurden die Nominierten für den DOK.edit Award bekanntgegeben. Dieser wurde von Adobe gestiftet und war mit 5000 Euro dotiert. Den Preis gewann der Filmeditor Timo Langer für den Film A Sudden Glimpse to Deeper Things.
- nominiert:
  - È a questo Punto che nasce il Bisogno di fare Storia, Schnitt: Constanze Ruhm, Hannes Böck
  - Friendly Fire, Schnitt: Julia Albrecht
  - Ping Pong Paradise, Schnitt: Anja Pohl
  - The Helsinki Effect, Schnitt: Arthur Franck
  - Trains, Schnitt: Rafal Listopad

### megaherz Student Award
Der Studentenpreis wird vom Produktionsunternehmen „megaherz“ in Höhe von 3000 Euro gestiftet. Nominiert waren studentische Filmemacher. Es gewann Woman/Mother von Regisseurin Klara Harden. Der Film The Disappearance Of Our Moments von Regisseurin Ahmad Siyar Noorzad erhielt eine lobende Erwähnung durch die Jury.
- nominiert:
  - Sabat, Regie: Anna Maria Beeck
  - Yumi – The Whole World, Regie: Felix Golenko
  - Vracht, Regie: Max Carlo Kohal
  - Spring in Kangiqsualujjuaq, Regie: Marie Zrenner
  - So ist das Leben und nicht anders, Regie: Lenia Friedrich
  - Accidental Animals, Regie: Felix Klee
  - Ready to Die, Regie: Basilio Maritano Sailer
  - Primadonna Or Nothing, Regie: Juliane Sauter
  - The Thoughts of Our Ancestors, Regie: Kokutekeleza Musebeni

### kinokino Publikumspreis
Der Publikumspreis in Höhe von 2000 Euro wurde vom Bayerischen Rundfunk und 3sat gestiftet. Es gewann Writing Hawa von den Regisseuren Najiba Noori und Rasul Noori.

### Dokumentarfilmwettbewerb für junge Menschen
Der DOK.education Dokumentarfilmwettbewerb für junge Menschen fand zum elften Mal statt. Die Jury wurde am 17. Februar 2025 bekanntgegeben: Katharina Köster (Dokumentarfilmemacherin), Fritz Espenlaub (KI-Experte, Referent bei BR-macht-Schule), Elisabeth Wenk (Festivalleitung Goldener Spatz – Deutsches Kinder Medien Festival) und Aimée Vollmer (Schülerin und ehemalige Gewinnerin des Jugendfilmwettbewerbs). Einreichungen waren bis zum 1. April möglich. Die Preisstifter sind der Bayerische Lehrer- und Lehrerinnenverband e.V. und die Beisheim-Stiftung. Es wurden Preise im Gesamtwert von 1.100 Euro verliehen. Neben dem Wettbewerb fanden Workshops für Kinder und Jugendliche statt.